# 01式軽対戦車誘導弾
01式軽対戦車誘導弾（まるひとしきけいたいせんしゃゆうどうだん）は、型式名ATM-5は、防衛庁技術研究本部と川崎重工業が開発した個人携行式対戦車ミサイルである。陸上自衛隊において、対戦車兵器としての84mm無反動砲の後継として配備されている。
防衛省は略称を「LMAT」、愛称を「ラット」としているが、配備部隊では「01（マルヒト）」や「01ATM」、「軽MAT」とも呼ばれる。

## 開発
1993年（平成5年）から主契約者を川崎重工業として開発が行われ、1997年（平成9年）から試作開始、2001年（平成13年）に制式化された。
開発における技術的な課題として、非冷却型赤外線画像誘導方式、掩蓋内射撃可能な射出推進方式、特殊装甲に対処可能な小型弾頭、小型軽量化などの確立が挙げられた。同時に低コスト化も主要な課題とされ、これらの課題を解決するために様々な試みがなされた。その中でも、日本電気が開発した非冷却型赤外線画像センサの対戦車ミサイルへの採用は世界初の試みであり、これにより低コスト化と瞬間交戦性の向上が可能となった。また、使用される電子部品に民生品を積極的に活用したことも低コスト化に寄与している。
技術研究開発総経費は約105億円。調達価格は一基約2,600万円である。

## 概要
普通科部隊の対戦車小隊に配備され、当初は84mm無反動砲を更新する計画であった。
一人の射手が肩に担いで照準、射撃する個人携行式である。システムは発射筒と重量11.4kgの飛翔体（ミサイル本体）、発射機、日本電気製夜間照準具から構成されており、総重量は17.5kg。ミサイルを含む発射筒は照準器と一体化した発射機に簡単に着脱でき、毎分4発の発射が可能。弾種は、対戦車弾頭のみであるが、訓練の際には、ミサイルの代わりに演習弾と呼ばれる安価な無誘導ロケットも使用できる。弾薬手が存在しないため予備弾薬を含めれば総重量約35kg分を一人で担ぎ戦闘行動を行わなければならないという状況も存在する。
赤外線画像誘導を採用し、戦車などの装甲戦闘車両を含む軍用車両の発する赤外線を捉えて誘導するため、命中まで誘導し続ける必要がない撃ち放し能力（Fire&Forget）を持つ。発射の際に射距離に応じて戦車の弱点である上面を攻撃するダイブモード（トップアタック）と低伸弾道モード（ダイレクトヒット）を使い分けることができ、二重（タンデム）の成形炸薬弾頭を搭載することで爆発反応装甲（ERA）にも対応する。
発射時の後方爆風が少ないことから掩体や車上からも発射が可能となっている。また、普通科部隊が装備する軽装甲機動車の上面ハッチ上から発射することも想定している。
射程は公表されていないが、近年の富士総合火力演習において距離1,000mの固定目標への射撃展示が行われている。
諸外国における類似のシステムとしては、アメリカのFGM-148 ジャベリン（22.3kg）やイスラエルのスパイクMR/LR（26kg（3kgの三脚を含む））などがある。
当初システム起動に熱感知が必要なために目標の確認から迅速な射撃体制ができない点、車両以外の各種陣地への射撃が困難な点などがあると言われてきたことや、低脅威目標に使うには高価格である点により、2012年（平成24年）度からはそれらの補完を目的として、84mm無反動砲(B)の調達が開始された。

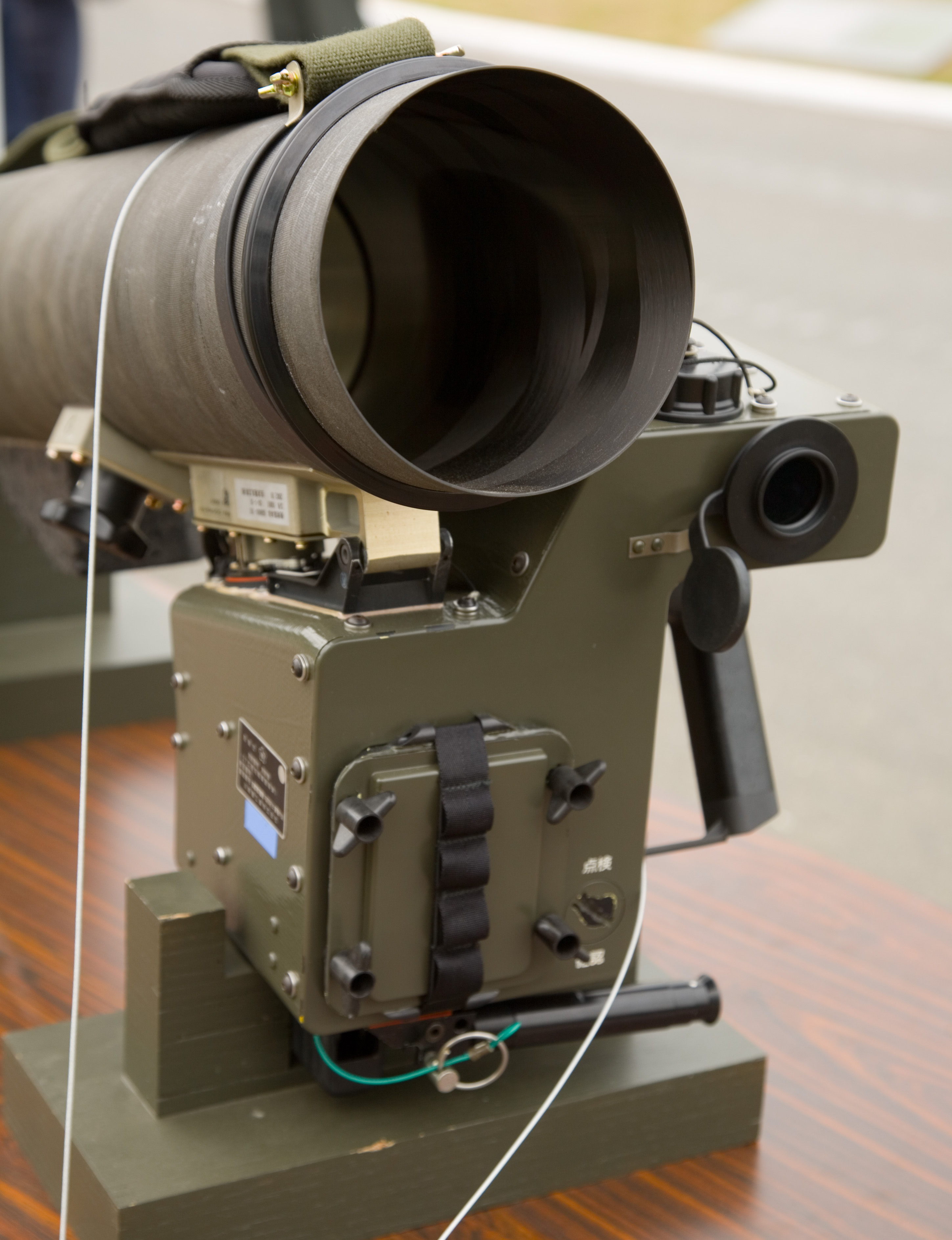
発射筒と発射機
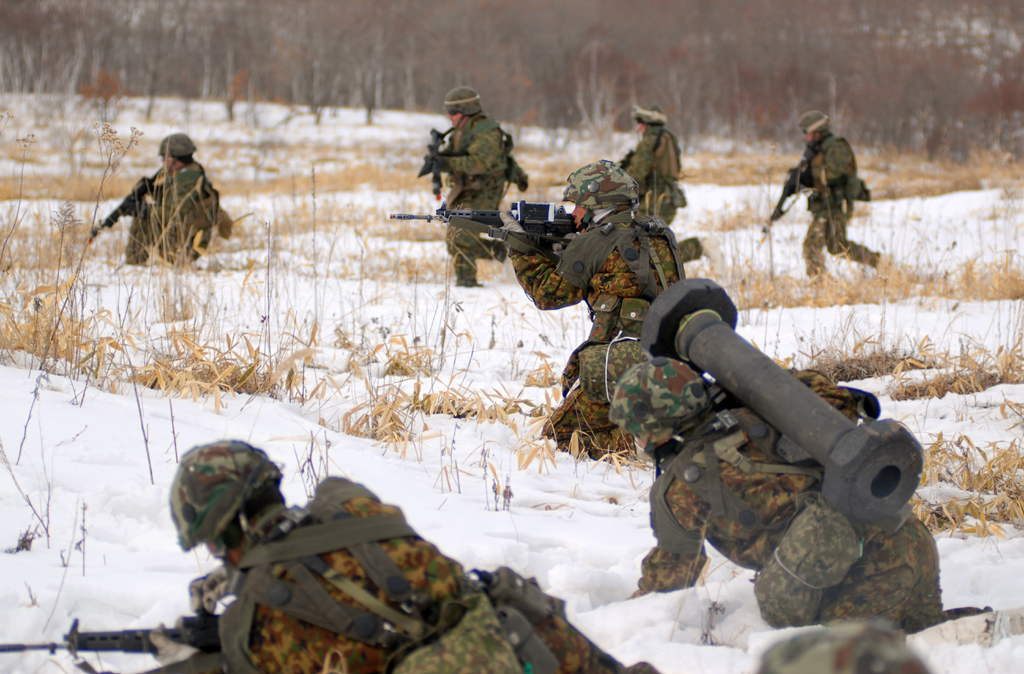
雪上での訓練で担いでいる様子(手前から二人目)
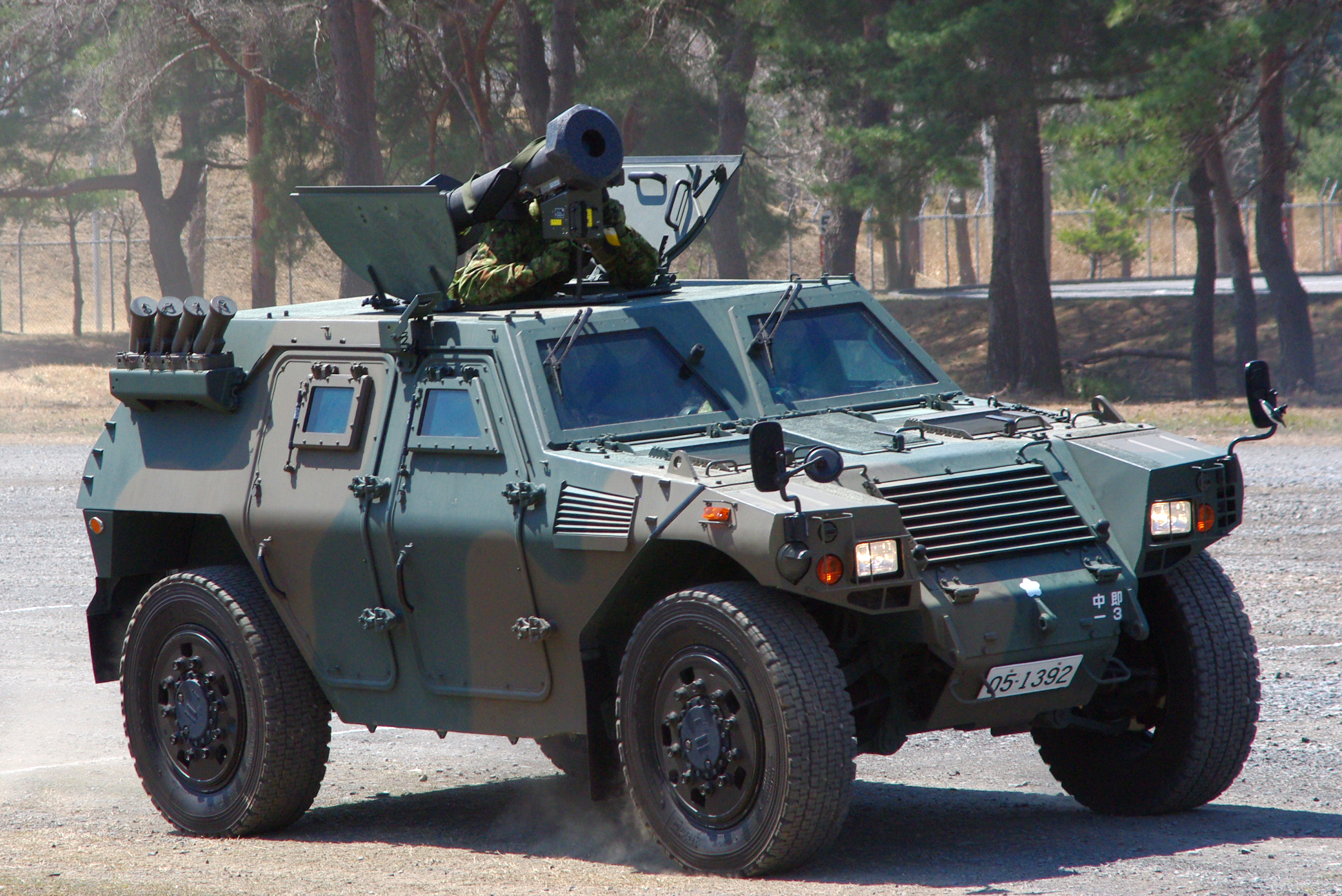
軽装甲機動車上で構えている様子
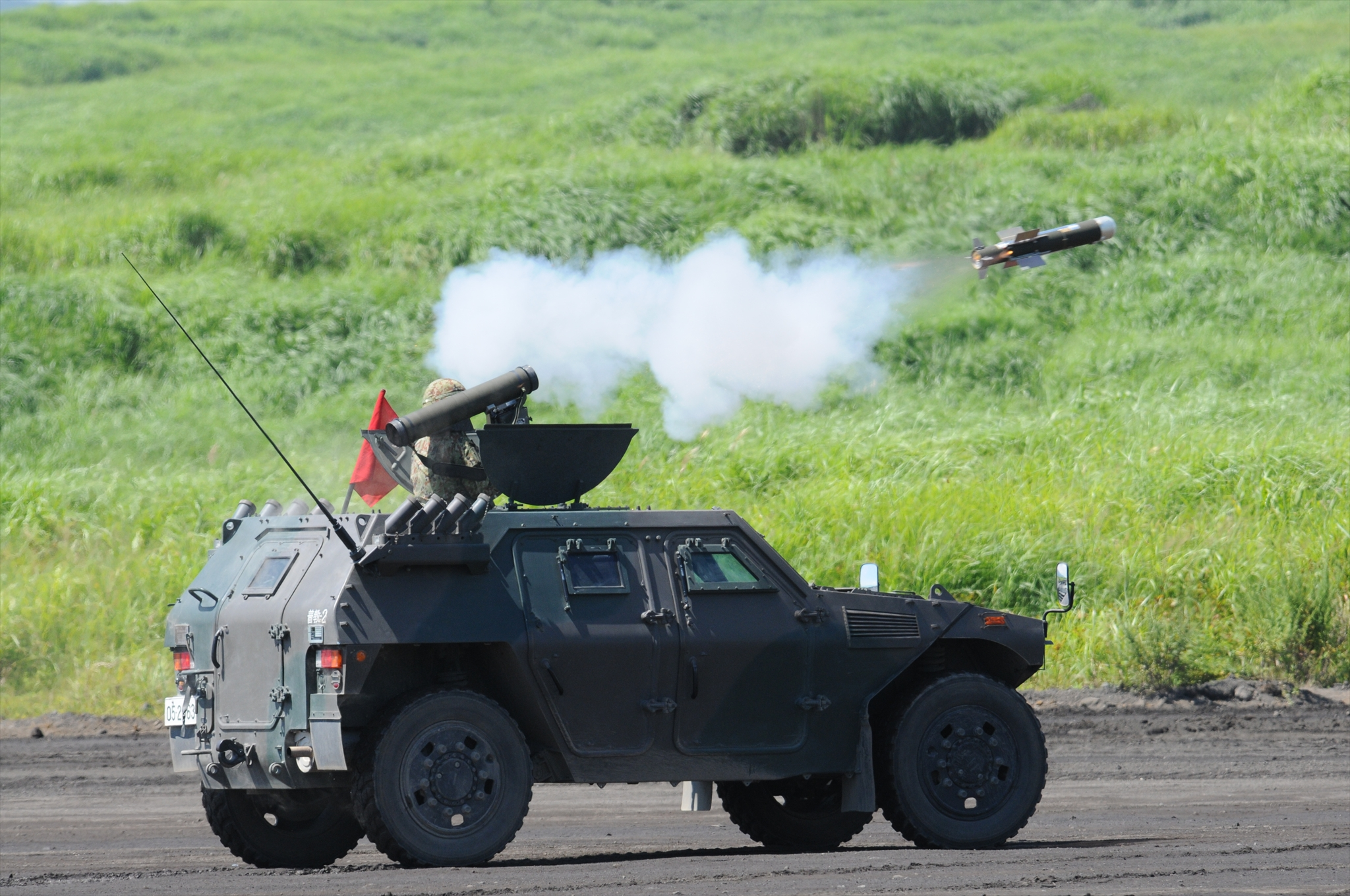
軽装甲機動車上から発射している様子
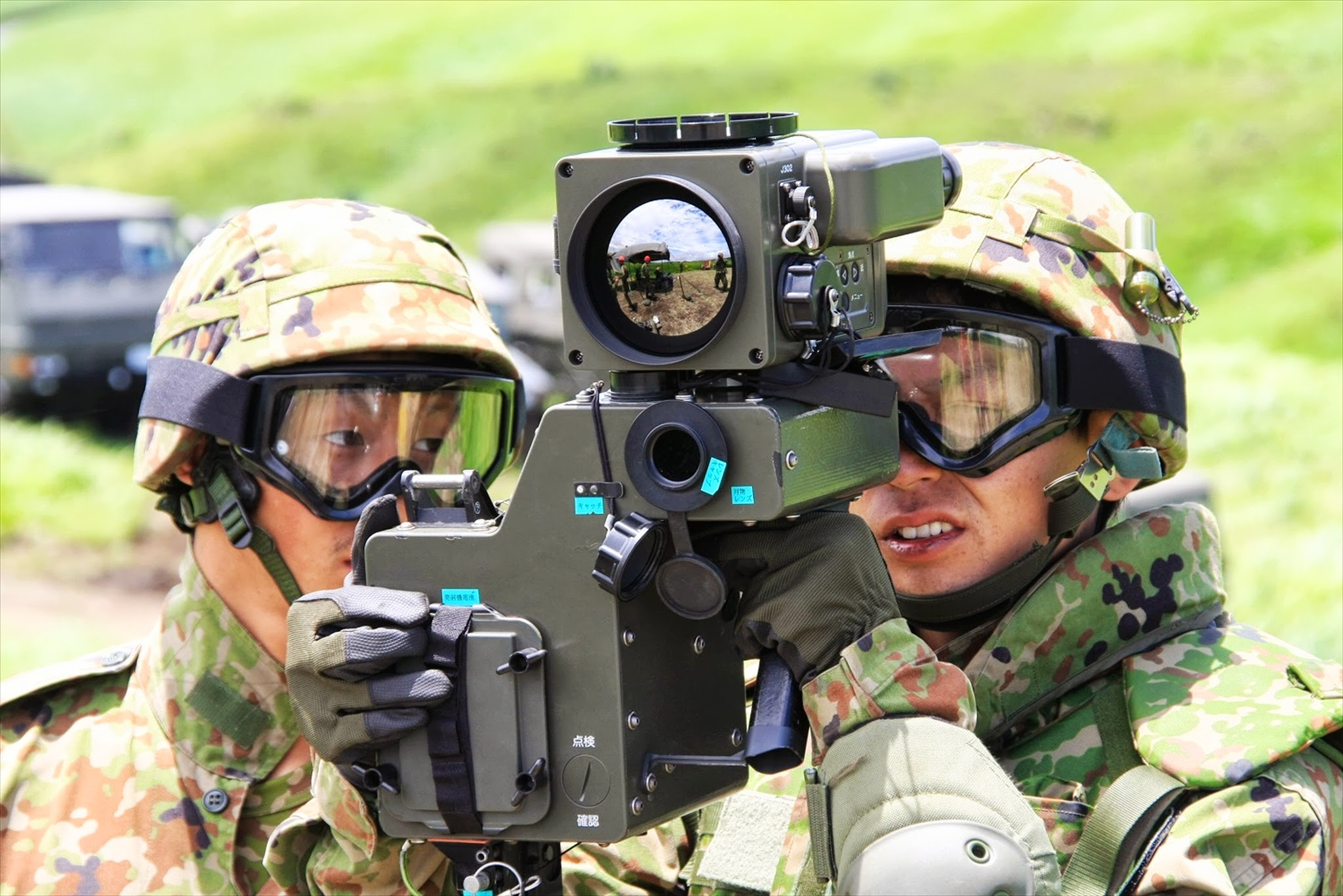
発射機単体での訓練。上に夜間照準具が取り付けられている)

## 配備
当初の計画案では普通科中隊内の対戦車小隊2個射撃分隊のうち、無反動砲分隊に1門を配置して対機甲火力の増強を行う計画だったが、普通科小銃小隊が10名による班編制から7名（現在は8名）の分隊編成へと移行し、対機甲火力と通常火力が低下したため、これを補う目的で普通科小銃小隊に配備が開始された。2010年（平成22年）度予算までに1,073セットが調達され、その後は調達数を公表しない形で一式ずつ調達している。
| 予算計上年度         | 調達数      | 予算額 括弧は初度費(外数) |
| -------------------- | ----------- | ------------------------- |
| 平成13年度（2001年） | 170セット   | 33億円                    |
| 平成14年度（2002年） | 242セット   | 65億円                    |
| 平成15年度（2003年） | 170セット   | 46億円                    |
| 平成16年度（2004年） | 240セット   | 67億円                    |
| 平成17年度（2005年） | 36セット    | 32億円                    |
| 平成18年度（2006年） | 48セット    | 31億円                    |
| 平成19年度（2007年） | 36セット    | 27億円                    |
| 平成20年度（2008年） | 49セット    | 32億円                    |
| 平成21年度（2009年） | 43セット    | 33億円                    |
| 平成22年度（2010年） | 39セット    | 29億円                    |
| 合計                 | 1,073セット | 395億円                   |

## 登場作品

### アニメ
『Re:CREATORS』
メテオラが自衛隊駐屯地から盗んだ物を使用。第1話、第5話、第10話での戦闘シーンに登場する。

### 小説
『戦国自衛隊1549』
戦国時代へタイムスリップしたロメオ隊の装備として登場。
『小隊』
第27普通科連隊の装備として登場。北海道に侵攻したロシア連邦軍のT-90戦車への攻撃に使用される。
『9s〈ナインエス〉』
第5巻にて、海星の部隊のUH-1Jに搭乗していた兵士が装備。
『日本国召喚』
小説第5巻特典に登場。小説版・漫画版ともに本編では登場しない。
『覇権交代』
第2巻「孤立する日米」に登場。韓国軍のK2戦車1輌を撃破する。
『ルーントルーパーズ 自衛隊漂流戦記』
異世界に飛ばされた自衛隊の装備の1つとして登場。異世界の怪物ベヒーモスに対して、装甲化していない皮膚の部分を攻撃するために、ダイブモードを選択して使用される。